# Pseudotolithus typus
Pseudotolithus typus és una espècie de peix de la família dels esciènids i de l'ordre dels perciformes.
Poden assolir 140 cm de longitud total i 15 kg de pes. Menja principalment peixets i crustacis. És un peix de clima tropical (35°N-17°S) i demersal que viu entre 0-150 m de fondària. Es troba a l'Atlàntic oriental: des de Mauritània fins a Angola.
És inofensiu per als humans.